# Tito Vena
Héctor V. Vena, más conocido como Tito Vena (Colegiales, Buenos Aires, ¿? - ibídem, 2 de marzo de 1995), fue un coleccionista de cine argentino.

## Carrera
Tito Vena fue un cineclubista e investigador cinematográfico con una larga trayectoria.
Trabajó con personalidades del mundo cinéfilo como Raymundo Gleyzer, Edgardo Chibán,  Jorge Acha, Rolando Fustiñana, Octavio Fabiano, Carlos Burone, Edgardo Cozarinsky,  Alberto Álvarez y Mabel ltzcovich entre muchos otros.
Junto con Salvador Sammaritano, Víctor Iturralde, y José Agustín Mahieu fundó el "Cine Club Núcleo" en 1952 de gran trascendencia De profesión bancario logró el salón de la Asociación Bancaria, que estaba  en la calle Reconquista y tenía proyectores de 16mm sonoros.
Integró varios festivales siendo el más conocido el Festival Internacional de Cine Independiente.
Junto con Sammaritano fue también responsable de la dirección de la desaparecida revista Tiempo de Cine donde se hizo popular por sus fichas técnicas y filmografías.
En 1982 trabajó como asesor filmográfico de la revista "Cine libre". Su hermana Delia Vena también incursionó en el campo cinematográfico.